# چامبلی-بوسیرس
چامبلی-بوسیرس (به فرانسوی: Chambley-Bussières) یک کامین در فرانسه است که در Canton of Chambley-Bussières واقع شده‌است.

## خصوصیات
چامبلی-بوسیرس ۱۹٫۲۵ کیلومترمربع مساحت و ۴۲۸ نفر جمعیت دارد و ۲۵۸ متر بالاتر از سطح دریا واقع شده‌است.